# Paul-Félix Armand-Delille
Paul-Félix Armand-Delille (nacido el 3 de julio de 1874, en Fourchambault, fallecido el 4 de septiembre de 1963, en Nièvre) fue un médico, bacteriólogo, profesor, y miembro de la Academia francesa de Medicina que accidentalmente llevó al colapso las poblaciones de conejo en muchas partes de Europa en la década de 1950 al propagar su infección con el virus de la mixomatosis.

## Biografía
Nació en Fourchambault en Francia Central, y estudió medicina y llegó a profesor en la Escuela de París de Medicina, especializándose en enfermedades contagiosas en niños. Durante la Primera Guerra Mundial llevó a cabo un trabajo importante sobre la malaria, lo que le valió que le nombraran Comendador de la Legión de Honor francesa.

## Liberación de la mixomatosis
Fue después de su jubilación cuando sucedieron los acontecimientos que le hicieron más conocido. Después de leer sobre la efectividad del virus de la mixomatosis en tratar la plaga de conejos en Australia, en 1952 Armand-Delille decidió introducir el virus en su finca privada de 3 km² del Chateau Maillebois en Eure y Loir. Creía que la naturaleza cerrada de la propiedad impediría su difusión. Mediante la inoculación de dos conejos con virus adquirido de un laboratorio en Lausana, Armand-Delille consiguió un rápido éxito en erradicar la población de conejos en su propiedad, con el 98% de los conejos muertos en 6 semanas. Sin embargo, al cabo de cuatro meses se constató claramente que el virus había salido fuera de su propiedad, cuando se encontró el cadáver de un conejo infectado a 50 km de la misma.
Al cabo de un año de la liberación inicial, se estimó que el 45% de los conejos salvajes de Francia había muerto a causa de la enfermedad, y también el 35% de los conejos domésticos, y la enfermedad se había extendido al resto de Europa occidental, destruyendo poblaciones de conejo en los Países Bajos, Bélgica, Italia, España, Gran Bretaña, y más allá. El efecto en la población de conejo de Francia fue espectacular. Durante la temporada de caza del año de la liberación del virus, 1952–53, el número total de conejos muertos en 25 cazas era de más de 55 millones. La cifra en la temporada 1956-57 era solo de 1,3 millones, es decir, una reducción del 98%.
Armand-Delille se encontró por una parte criticado por los cazadores de conejos y por otra ensalzado por los agricultores y silvicultores. Fue procesado, y en enero de 1955 fue condenado a una multa de 5 000 francos. Aun así, fue posteriormente condecorado, en junio de 1956 le fue otorgada una medalla de oro para conmemorar su logro por Bernard Dufay, Director-General honorario del Departamento de Ríos y Bosques francés. La medalla muestra a Armand-Delille en una cara, y un conejo muerto en la otra.
La enfermedad afectó a muchos depredadores dependientes de los conejos, en particular el lince ibérico, un especialista en conejo, que es incapaz de adaptar su dieta de manera sustancial. No es raro que los cazadores disparen a conejos infectados, viendo esto más como un acto de piedad. En 2005 en el Reino Unido, el Registro de Tierra (Land Registry) llevó a cabo un estudio sobre 16,000 hectáreas en sus tierras e informó que la población de conejo había aumentado tres veces cada dos años - probablemente como resultado de una resistencia genética creciente al virus.